# 1942 en hockey sur glace
Cette page présente les évènements de l'année 1942 au hockey sur glace.

## Amérique du Nord

### Ligue nationale de hockey
- Les Maple Leafs de Toronto remportent la Coupe Stanley.
- Maurice Richard commence sa carrière avec les Canadiens de Montréal.

### Autres Ligues
L'Association américaine de hockey est dissoute.

## Europe
- La Seconde Guerre mondiale annule la plupart des championnats européens.
- le HC Davos remporte la Coupe Spengler.

### France
- la Fédération de hockey sur glace intègre la Fédération française des sports de glace.
- Chamonix remporte la 1er série.

### Suisse
- le HC Davos est champion de Suisse.